# Chlamydiia
Classe
Synonymes
- Chlamydiae Cavalier-Smith 2002

Les Chlamydiia sont une classe de bactéries à développement intracellulaire obligatoire de l'embranchement des Chlamydiota. Son nom provient de Chlamydiales qui est l'ordre type de cette classe.
En 2022 selon la LPSN (30 novembre 2022) cette classe ne comporte qu'un seul ordre, les Chlamydiales Storz & Page 1971.

## Taxonomie
Cette classe est proposée en 2002 par T. Cavalier-Smith sous le nom de « Chlamydiae » et bénéficie cette même année d'une publication valide dans l'IJSEM. En 2016 elle est renommée en « Chlamydiia » par M. Horn dans la deuxième édition du Bergey's Manual of Systematic Bacteriology (le nom de la classe devant être dérivé de celui de son ordre type, en l'occurrence Chlamydiales, par adjonction du suffixe -ia, conformément à la règle n°8 du code de nomenclature bactérienne). Cette nouvelle dénomination est validée par une publication dans l'IJSEM la même année.